# Stosunki niemiecko-rosyjskie
Stosunki niemiecko-rosyjskie mają kilkusetletnią historię obejmującą zarówno okresy sojuszu i współpracy jak i wojny. Po rozpadzie ZSRR i zjednoczeniu Niemiec oba kraje nawiązały bliską współpracę polityczną i gospodarczą. Rosyjska agresja na Ukrainę w 2022 roku doprowadziła do pogorszenia relacji i ograniczenia współpracy.

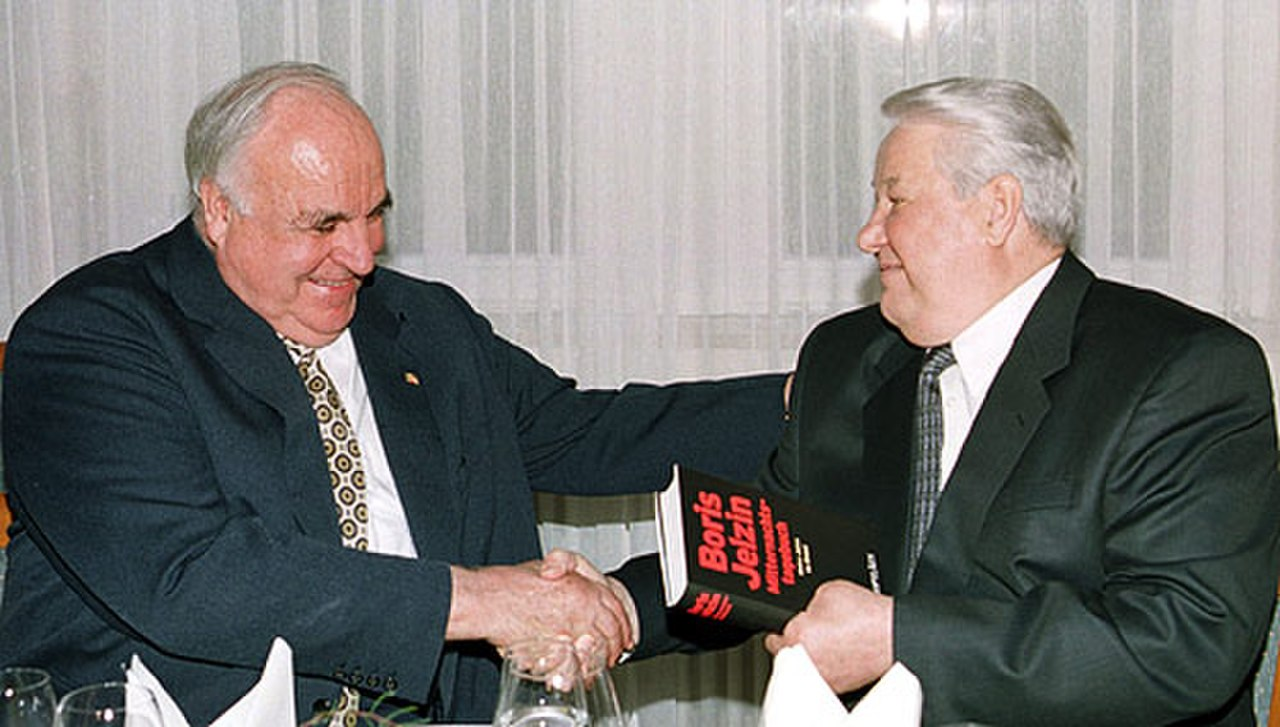
Helmut Kohl i Borys Jelcyn jako byli przywódcy podczas spotkania w 2000 roku

Wśród celów realizowanej od lat 90. strategii polityki Niemiec wobec Rosji wymienia się m.in.:
- wsparcie reform i transformacji polityczno-gospodarczej w Rosji Rosji w celu uzyskania zdolności do ścisłej współpracy z Niemcami i Unią Europejską
- popieranie rozwoju wymiany handlowej, w tym otwierania rynku rosyjskiego dla towarów niemieckich i dostaw surowców energetycznych z Rosji do Niemiec
- dążenie do pogłębienia i instytucjonalizacji współpracy na arenie międzynarodowej i w wymiarze dwustronnym w dziedzinie polityki, gospodarki, kontaktów społecznych, nauki i kultury

Zjednoczone Niemcy pod rządami kanclerza Helmuta Kohla wspierały finansowo Rosję m.in. poprzez udzielanie niskooprocentowanych pożyczek utrzymując przy tym bliskie kontakty polityczne. Berlin poparł włączenie Rosji do grupy G7.

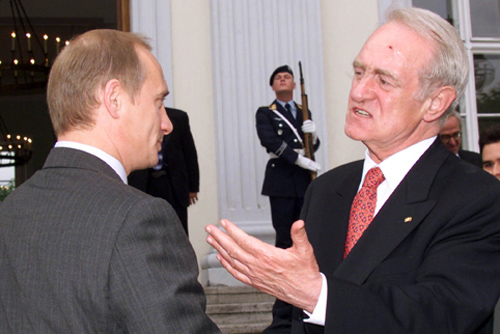
Prezydent Niemiec Johannes Rau podczas spotkania z Putinem w Berlinie, 2000

Intensyfikacja i pogłębienie współpracy niemiecko-rosyjskiej nastąpiła, gdy Niemczech władzę przejęła koalicja socjaldemokratów i zielonych pod przywództwem kanclerza Gerharda Schrödera, a w Rosji funkcję prezydenta objął Władimir Putin. Proces ten był wspierany przez niemieckie środowiska biznesowe. Zbliżenie Niemiec i Rosji nałożyło się na to kryzys w stosunkach z USA w kontekście II wojny w Zatoce Perskiej. W tym czasie w Rosji ukształtowała się idea Wielkiej Europy składającej się dwóch bloków:  zachodniego pod przywództwem Niemiec i wschodniego pod przywództwem Rosji, która jednak nie doczekała się realizacji. Oprócz wymiaru politycznego i biznesowego rozwijano współpracę na poziomie społecznym, naukowym i kulturalnym oraz partnerstw miast obu państw. Powołano Dialog Petersburski jako platformę dyskusji przedstawicieli społeczeństw obu krajów.
W okresie rządów Angeli Merkel zasadniczo kontynuowano dotychczasową politykę wobec Rosji, czego wyrazem było poparcie dla kontrowersyjnego projektu gazociągu Nord Stream. Wśród czynników wpływających na stosunki niemiecko-rosyjskie wymienia się: 
- stopniowe załamywanie się porządku międzynarodowego opartego na dominującej roli USA po kryzysie finansowym 2008-2009
- nasilenie się tendencji autorytarnych w Rosji po 2012 roku przy jednoczesnym zacieśnieniu współpracy Moskwy i Pekinu orientowanej na osłabienie świata zachodniego
- kryzysy i napięcia w stosunkach transatlantyckich, w szczególności w stosunkach amerykańsko-niemieckich za prezydentury Donalda Trumpa (polityka America First)
- osłabienie stabilności niemieckiego systemu politycznego

W 2008 roku opracowano niemiecki projekt Partnerstwa dla modernizacji autorstwa ministra spraw zagranicznych Franka-Waltera Steinmeiera, którego celem było zacieśnienie dwustronnej współpracę gospodarczą w różnych obszarach, czego efektem miało być zwiększenie aktywności niemieckich firm na rynku rosyjskim. Koncepcja ta nie spełniła oczekiwań obu stron.
Niemcy udzieliły poparcia Partnerstwu Wschodniemu postrzegając ją korzystną dla swoich interesów jednocześnie przeciwdziałając antagonizowaniu Rosji, a także przekształceniu tej inicjatywy w ścieżkę prowadzącą do członkostwa w Unii Europejskiej.

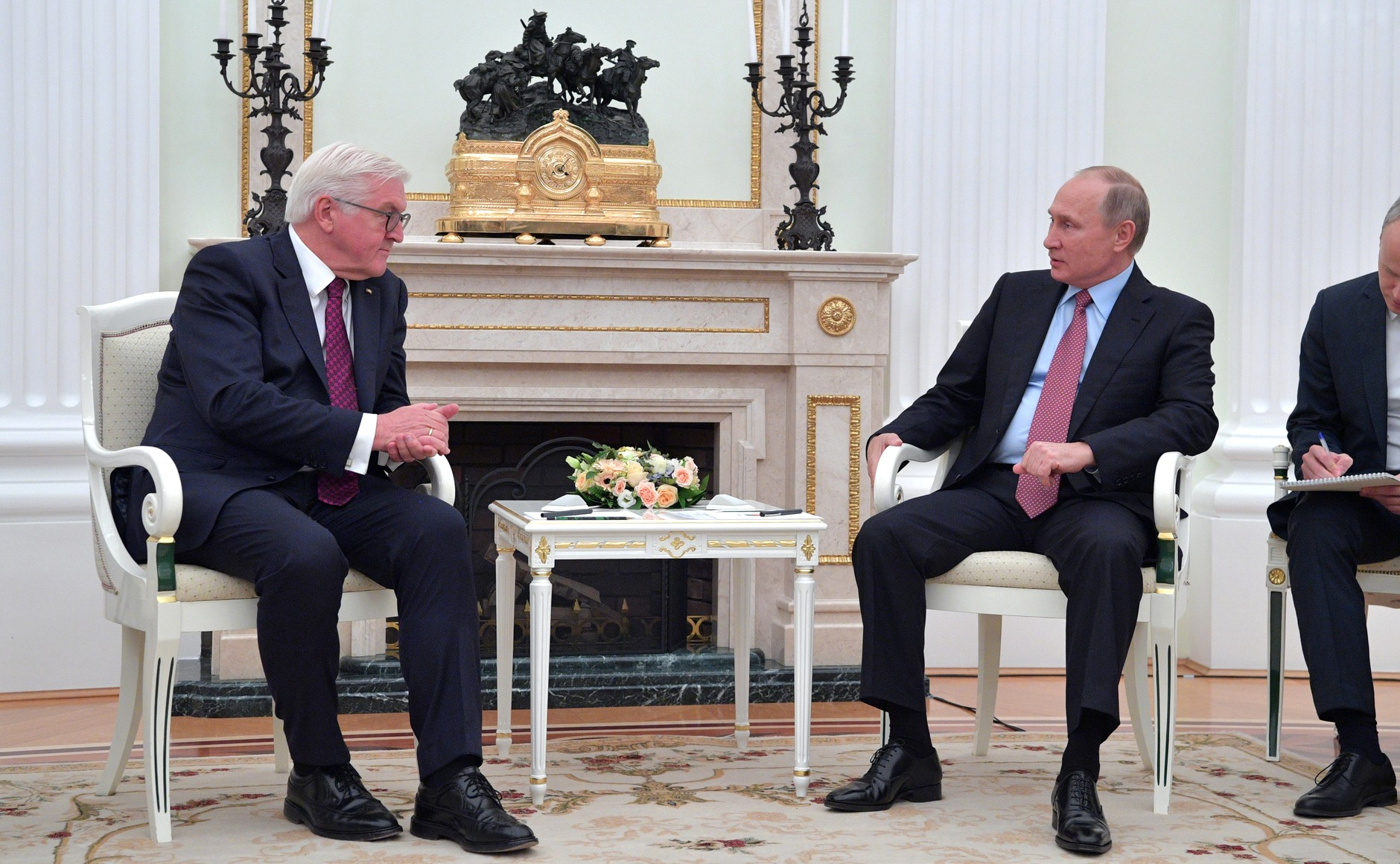
Prezydent Niemiec Frank-Walter Steinmeier podczas wizyty w Rosji, 2017

Władze Niemiec zajęły krytyczne stanowisko wobec aneksji Krymu przez Rosję w 2014 roku oraz działań prorosyjskich separatystów w Donbasie. Z drugiej strony dążono do utrzymywania poprawnych relacji z Rosją. Niemcy zaangażowały się wraz z Francja w proces mediacyjny tzw. format normandzki. Wobec coraz bardziej agresywnej polityki rosyjskiej Berlin zaczął dystansować się od Moskwy, jednak nie zrezygnował z poparcia dla projektu Nord Stream 2.
Inwazja Rosji na Ukrainę w 2022 roku skutkowała rewizją dotychczasowej polityki Niemiec wobec Rosji, zaś prezydent Frank-Walter Steinmeier (wcześniej wieloletni minister spraw zagranicznych) przyznał się do błędów w polityce wobec Rosji.
Niemcy stały się istotnym ośrodkiem rosyjskiej emigracji politycznej opozycyjnie nastawionej do Władimira Putina. Zjawisko to obserwuje się od 2011 roku, zaś nasiliło się po rosyjskiej agresji na Ukrainę.